# Moungi Bawendi

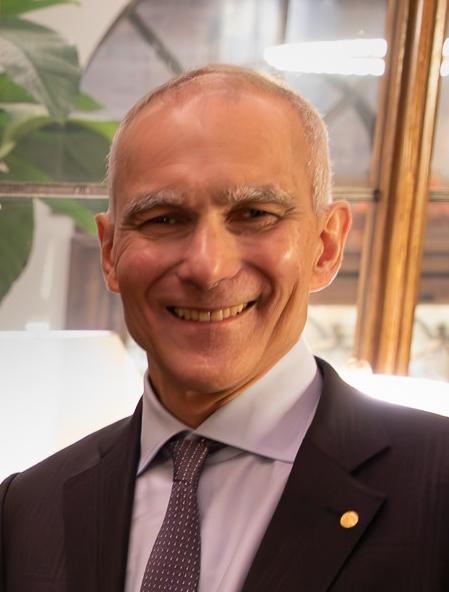
Moungi Bawendi (2023)

Moungi Gabriel Bawendi (* 15. März 1961 in Paris) ist ein tunesisch-US-amerikanischer Chemiker. 2023 erhielt er den Nobelpreis für Chemie.

## Leben und Wirken
Bawendi, geboren 1961 in Frankreich, ist Sohn des aus Tunesien stammenden Mathematikers M. Salah Baouendi. Bawendi wuchs in Frankreich, Tunesien und West Lafayette, Indiana, auf.
Bawendi erwarb 1982 einen Bachelor in Chemie an der Harvard University, 1983 einen Master in physikalischer Chemie ebendort und 1988 bei Karl F. Freed einen Ph.D. in Chemie an der University of Chicago. Als Postdoktorand arbeitete er bei Louis Brus an den AT&T Bell Laboratories.
Seit 1990 ist er Mitglied des Lehrkörpers am Massachusetts Institute of Technology (MIT) in Cambridge, Massachusetts, 1995 wurde er Associate Professor, 1996 erhielt er eine ordentliche Professur.
Bawendi entwickelte Methoden, um Halbleiter-Nanokristalle herzustellen, die in ihrer Größe und ihren Eigenschaften sehr genau festgelegt werden können. Seine Forschungsschwerpunkte sind die Synthese und die elektronischen und optischen Eigenschaften von Quantenpunkten (quantum dots) sowie deren Anwendung in Biologie, Optoelektronik und Nanoelektronik.
Seit 2020 zählt ihn der Medienkonzern Clarivate aufgrund der Zahl seiner Zitierungen zu den Favoriten auf einen Nobelpreis (Clarivate Citation Laureates). Eine Arbeit von ihm, Christopher B. Murray und D. J. Norris wurde über 13.000-mal zitiert (2020). Laut Google Scholar hat Bawendi einen h-Index von 178, laut Datenbank Scopus einen von 152 (Stand jeweils September 2022).
2023 erhielt er gemeinsam mit Louis Brus und Alexei Jekimow den Nobelpreis für Chemie. Honoriert wurde ihre Leistung für die Entdeckung und Synthese von Quantenpunkten.
Es ist der dritte Chemie-Nobelpreis für einen Muslim nach Ahmed Zewail (1999) und Aziz Sancar (2015).

## Auszeichnungen (Auswahl)
- 1994 Sloan Research Fellow[14]
- 2001 Raymond and Beverly Sackler International Prize in Chemie („Physical Sciences“)[15]
- 2004 Mitglied der American Academy of Arts and Sciences[16]
- 2006 Ernest-Orlando-Lawrence-Preis[17]
- 2007 Mitglied der National Academy of Sciences[18]
- 2010 ACS Award in Colloid Chemistry
- 2023 Nobelpreis für Chemie